# Zeuxine regia
Zeuxine regia är en orkidéart som först beskrevs av John Lindley, och fick sitt nu gällande namn av Henry Trimen. Zeuxine regia ingår i släktet Zeuxine och familjen orkidéer.
Artens utbredningsområde är Sri Lanka. Inga underarter finns listade i Catalogue of Life.